# Beñat San José
Beñat San José, né le 24 septembre 1979 à Saint-Sébastien en Espagne, est un entraîneur espagnol.

## Biographie
En Arabie saoudite, San José remporte la Coupe du Roi des champions 2013 avec Ittihad FC. Il devient le plus jeune entraîneur à remporter cette coupe.
En juin 2019, San José succède à Claude Makelele sur le banc du KAS Eupen.

## Palmarès
- Vainqueur de la Coupe du Roi des champions en 2013 avec le Ittihad FC
- Champion du Tournoi de transition du championnat de Bolivie de football 2017 et du Tournoi de clôture du championnat de Bolivie de football 2017 avec le Club Bolívar
- Champion du Championnat du Chili de football en 2018 avec le Universidad Católica